# Giovannella Montefalcione
Giovannella Montefalcione, nota anche con lo pseudonimo di Vannella (... – XVI secolo), è stata una nobile italiana.
Ultima della famiglia dei Montefalcione, figlia di Luigi e Diana Caracciolo, sposò Giovanni Antonio Poderico, rendendo in tal modo la famiglia Poderico padrona del feudo di Montefalcione. 
Nel 1562, alla morte del marito, Vannella prese i voti monacali, adottando il nome di Lucrezia ed il cognome materno Spinelli.
Nel 1573 rinunciò ai propri beni in favore del figlio primogenito Antonio, insieme al quale e al secondogenito Ottavio, nel 1577, fece costruire a Montefalcione il monastero di Santa Maria di Loreto con l'omonima chiesa annessa.
Proprio in quest'ultima, nel 1593, i figli le fecero erigere un monumento funebre, dove ancora oggi è possibile visitare.